# American Nitrox Divers International
American Nitrox Divers International (ANDI) är en dykutbildningsorganisation grundad 1988 av Ed Betts och Dick Rutkowski som utbildar fritidsdykare.